# Calycophysum
Calycophysum é um género botânico pertencente à família Cucurbitaceae.

## Especies seleccionadas
- Calycophysum brevipes Pittier
- Calycophysum cordatum Pittier
- Calycophysum gracile Cogn.
- Calycophysum pedunculatum H.Karst. & Triana
- Calycophysum spectabile (Cogn.) C.Jeffrey & Trujillo
- Calycophysum villosum (Cogn.) Pittier
- Calycophysum weberbaueri Harms